# Générargues
Générargues est une commune française située dans le nord du département du Gard, en région Occitanie.
Exposée à un climat méditerranéen, elle est drainée par le Gard, le Gardon de Saint-Jean, l'Amous et par deux autres cours d'eau. Incluse dans les Cévennes, la commune possède un patrimoine naturel remarquable : deux sites Natura 2000 (la « vallée du Gardon de Mialet » et les « falaises d'Anduze ») et deux zones naturelles d'intérêt écologique, faunistique et floristique.
Générargues est une commune rurale qui compte 711 habitants en 2022, après avoir connu une forte hausse de la population depuis 1968. Elle est dans l'agglomération d'Alès et fait partie de l'aire d'attraction d'Alès. Ses habitants sont appelés les Générargais ou  Générargaises.
Le patrimoine architectural de la commune comprend un immeuble protégé au titre des monuments historiques : la bambouseraie de Prafrance, inscrite en 2008.

## Géographie

### Localisation
Générargues est localisée dans les Cévennes, à 4 km au nord-ouest d'Anduze. Le village est situé dans la vallée de l'Amous, en amont de sa confluence avec le Gardon d'Anduze, à quelque 200 m d'altitude.

### Hydrographie

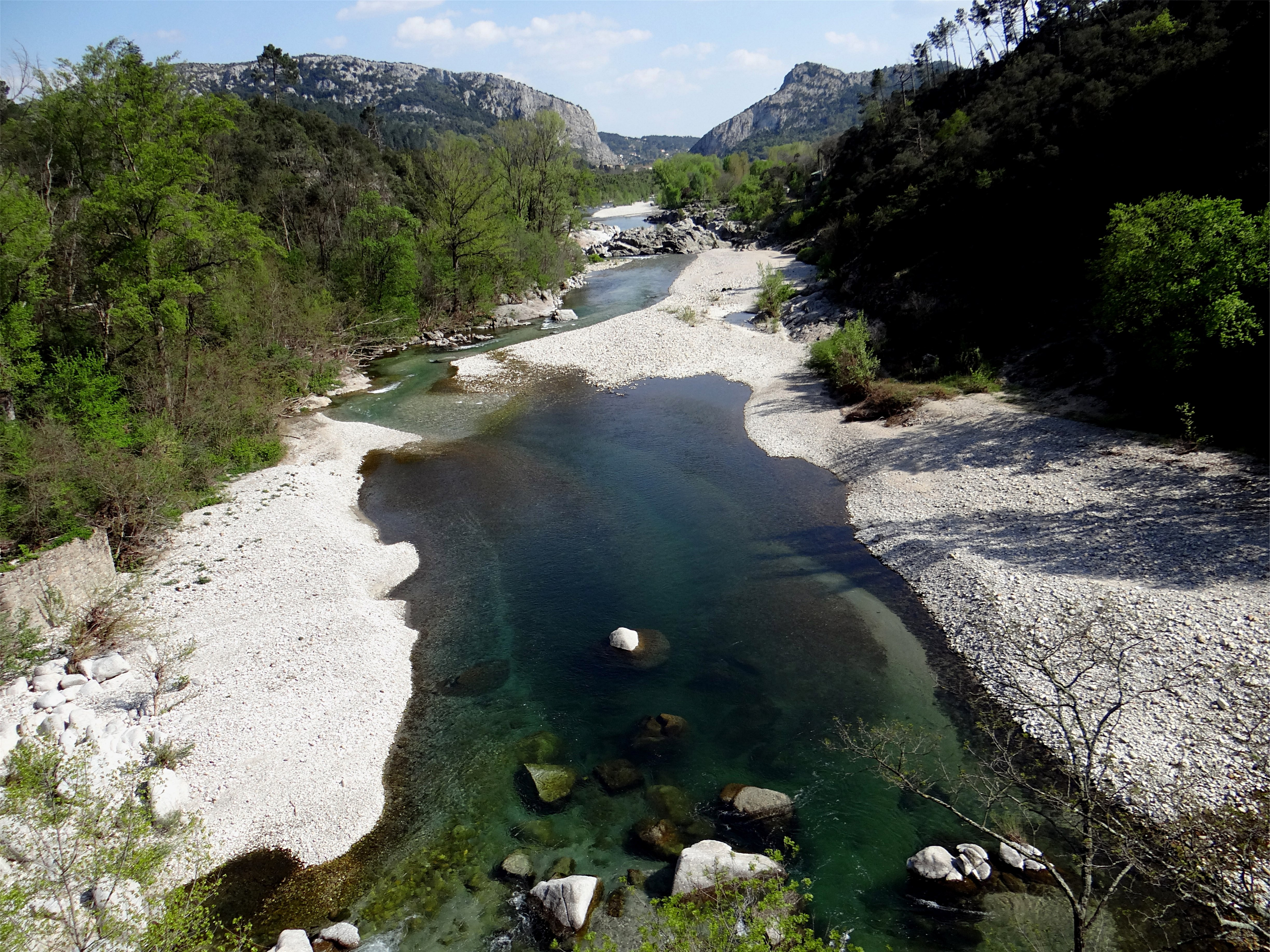
Vu du viaduc de Mialet,
le Gardon d'Anduze à sa jonction avec
le Gardon de Mialet et le Gardon de Saint-Jean.

Le système hydrographique de Générargues se compose pour l'essentiel de la rivière du Gardon et de deux ruisseaux principaux :
- ruisseau des Gypières, long de 5,7 km[1] et qui traverse également les communes de Anduze, Bagard, Boisset-et-Gaujac, Saint-Jean-du-Pin et Saint-Sébastien-d'Aigrefeuille.
- ruisseau des Granaux, affluent du Gardon et long de 5 km[2]. Il traverse également les communes de Anduze, Bagard, Boisset-et-Gaujac, et Tornac.

### Géologie et relief
La commune est classée en zone de sismicité 2, correspondant à une sismicité faible.

### Climat
Pour des articles plus généraux, voir Climat de l'Occitanie et Climat du Gard.
En 2010, le climat de la commune est de type climat méditerranéen franc, selon une étude s'appuyant sur une série de données couvrant la période 1971-2000. En 2020, Météo-France publie une typologie des climats de la France métropolitaine dans laquelle la commune est exposée à un climat méditerranéen et est dans la région climatique Provence, Languedoc-Roussillon, caractérisée par une pluviométrie faible en été, un très bon ensoleillement (2 600 h/an), un été chaud (21,5 °C), un air très sec en été, sec en toutes saisons, des vents forts (fréquence de 40 à 50 % de vents > 5 m/s) et peu de brouillards.
Pour la période 1971-2000, la température annuelle moyenne est de 13,3 °C, avec une amplitude thermique annuelle de 17,1 °C. Le cumul annuel moyen de précipitations est de 1 158 mm, avec 7,5 jours de précipitations en janvier et 3,8 jours en juillet. Pour la période 1991-2020, la température moyenne annuelle observée sur la station météorologique installée sur la commune est de 14,2 °C et le cumul annuel moyen de précipitations est de 1 239,7 mm,. Pour l'avenir, les paramètres climatiques de la commune estimés pour 2050 selon différents scénarios d’émission de gaz à effet de serre sont consultables sur un site dédié publié par Météo-France en novembre 2022.
| Mois                                  | jan.           | fév.           | mars           | avril         | mai           | juin          | jui.          | août          | sep.          | oct.          | nov.            | déc.           | année     |
| ------------------------------------- | -------------- | -------------- | -------------- | ------------- | ------------- | ------------- | ------------- | ------------- | ------------- | ------------- | --------------- | -------------- | --------- |
| Température minimale moyenne (°C)     | 0,8            | 0,7            | 3,5            | 6,4           | 10            | 13,7          | 15,9          | 15,6          | 12,1          | 9,3           | 4,7             | 1,5            | 7,8       |
| Température moyenne (°C)              | 6              | 6,7            | 10,1           | 12,9          | 16,9          | 21            | 23,6          | 23,3          | 19            | 14,8          | 9,8             | 6,5            | 14,2      |
| Température maximale moyenne (°C)     | 11,2           | 12,8           | 16,7           | 19,5          | 23,7          | 28,2          | 31,4          | 31,1          | 25,8          | 20,2          | 14,9            | 11,5           | 20,6      |
| Record de froid (°C) date du record   | −14 11.01.1985 | −17 04.02.1963 | −10,4 02.03.05 | −4 08.04.1956 | −1 06.05.1979 | 3 10.06.1956  | 7 01.07.1991  | 7 30.08.1986  | 1 21.09.1977  | −3 31.10.1997 | −9,5 30.11.1978 | −13 27.12.1962 | −17 1963  |
| Record de chaleur (°C) date du record | 21,6 30.01.13  | 24,5 24.02.20  | 28,3 31.03.12  | 30,5 14.04.15 | 37 26.05.1953 | 43,3 28.06.19 | 41 06.07.1982 | 43,1 23.08.23 | 37,2 04.09.16 | 32,9 04.10.11 | 26 03.11.1970   | 21,8 30.12.21  | 43,3 2019 |
| Précipitations (mm)                   | 99             | 70,4           | 91,8           | 99,8          | 101,5         | 49,1          | 41            | 56,1          | 171,7         | 178,2         | 162,3           | 118,8          | 1 239,7   |

### Milieux naturels et biodiversité

#### Espaces protégés
La protection réglementaire est le mode d’intervention le plus fort pour préserver des espaces naturels remarquables et leur biodiversité associée,.
Dans ce cadre, la commune fait partie de l'aire d'adhésion du Parc national des Cévennes. Ce  parc national, créé en 1967, est un territoire de moyenne montagne formé de cinq entités géographiques : le massif de l'Aigoual, le causse Méjean avec les gorges du Tarn et de la Jonte, le mont Lozère, les vallées cévenoles ainsi que le piémont cévenol.
La commune fait partie de la zone de transition des Cévennes, un territoire d'une superficie de 116 032 ha reconnu réserve de biosphère par l'UNESCO en 1985 pour la mosaïque de milieux naturels qui la composent et qui abritent une biodiversité exceptionnelle, avec 2 400 espèces animales, 2 300 espèces de plantes à fleurs et de fougères, auxquelles s’ajoutent d’innombrables mousses, lichens, champignons,.

#### Réseau Natura 2000

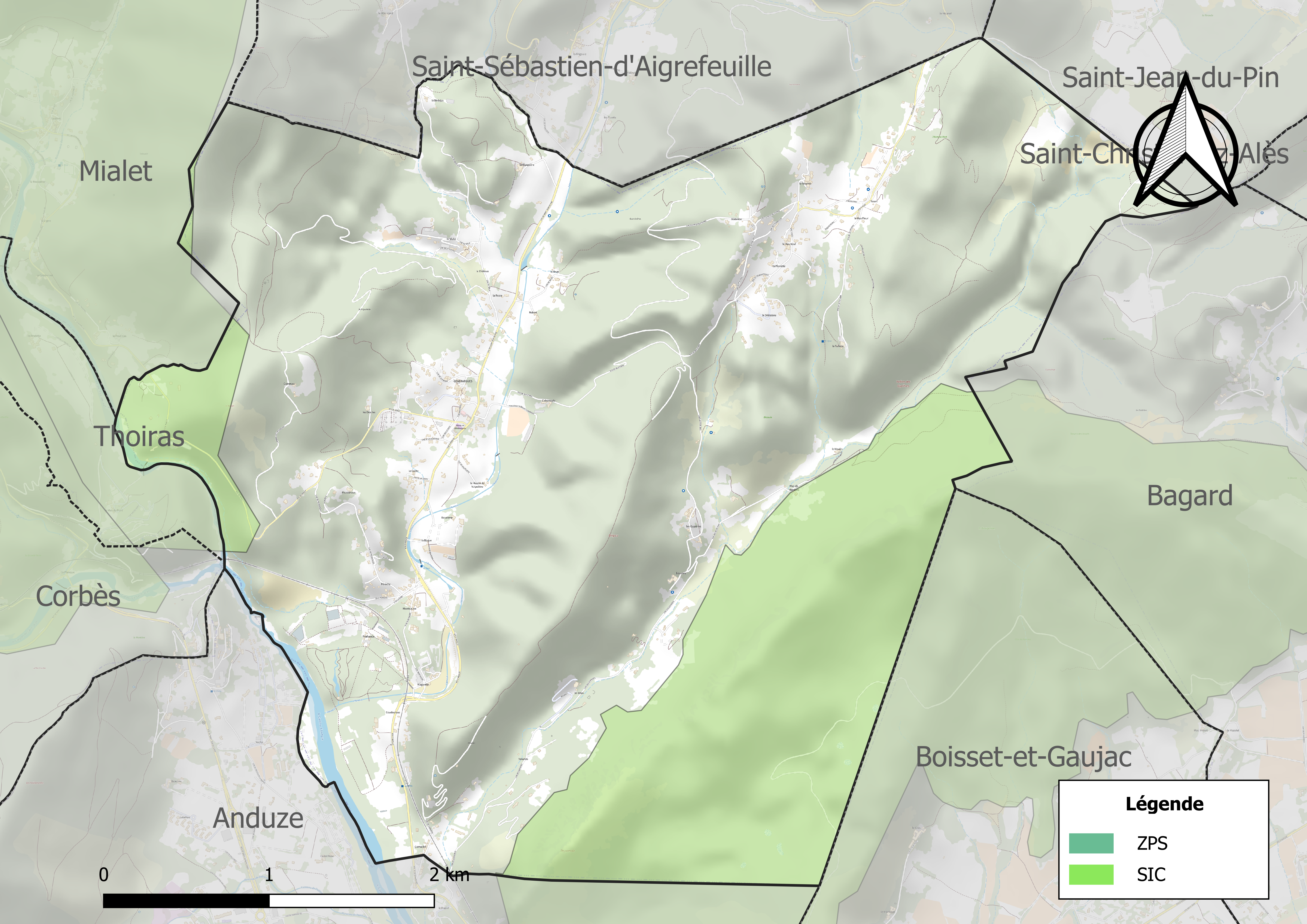
Sites Natura 2000 sur le territoire communal.

Le réseau Natura 2000 est un réseau écologique européen de sites naturels d'intérêt écologique élaboré à partir des directives habitats et oiseaux, constitué de zones spéciales de conservation (ZSC) et de zones de protection spéciale (ZPS).
Deux sites Natura 2000 ont été définis sur la commune au titre de la directive habitats :
- les « falaises d'Anduze », d'une superficie de 535 ha, un site d'escarpements calcaires, situé au pied des Cévennes en majorité siliceuse avec une riche flore rupestre dont une endémique (Centaurea maculosa subsp. albida) et des milieux rocheux d'éboulis[16] ;
- la « vallée du Gardon de Mialet », d'une superficie de 23 371 ha, abritant des populations de poissons d'intérêt communautaire, notamment le Barbeau méridional (Barbus meridionalis), mais aussi le Castor et l'Écrevisse à pattes blanches[17].

#### Zones naturelles d'intérêt écologique, faunistique et floristique
L’inventaire des zones naturelles d'intérêt écologique, faunistique et floristique (ZNIEFF) a pour objectif de réaliser une couverture des zones les plus intéressantes sur le plan écologique, essentiellement dans la perspective d’améliorer la connaissance du patrimoine naturel national et de fournir aux différents décideurs un outil d’aide à la prise en compte de l’environnement dans l’aménagement du territoire.
Une ZNIEFF de type 1 est recensée sur la commune :
la « corniche de Peyremale et écaille du Mas Pestel » (787 ha), couvrant 4 communes du département et une ZNIEFF de type 2, : 
les « Hautes vallées des Gardons » (73 898 ha), couvrant 48 communes dont 27 dans le Gard et 21 dans la Lozère.

Carte des ZNIEFF de type 1 et 2 à Générargues.
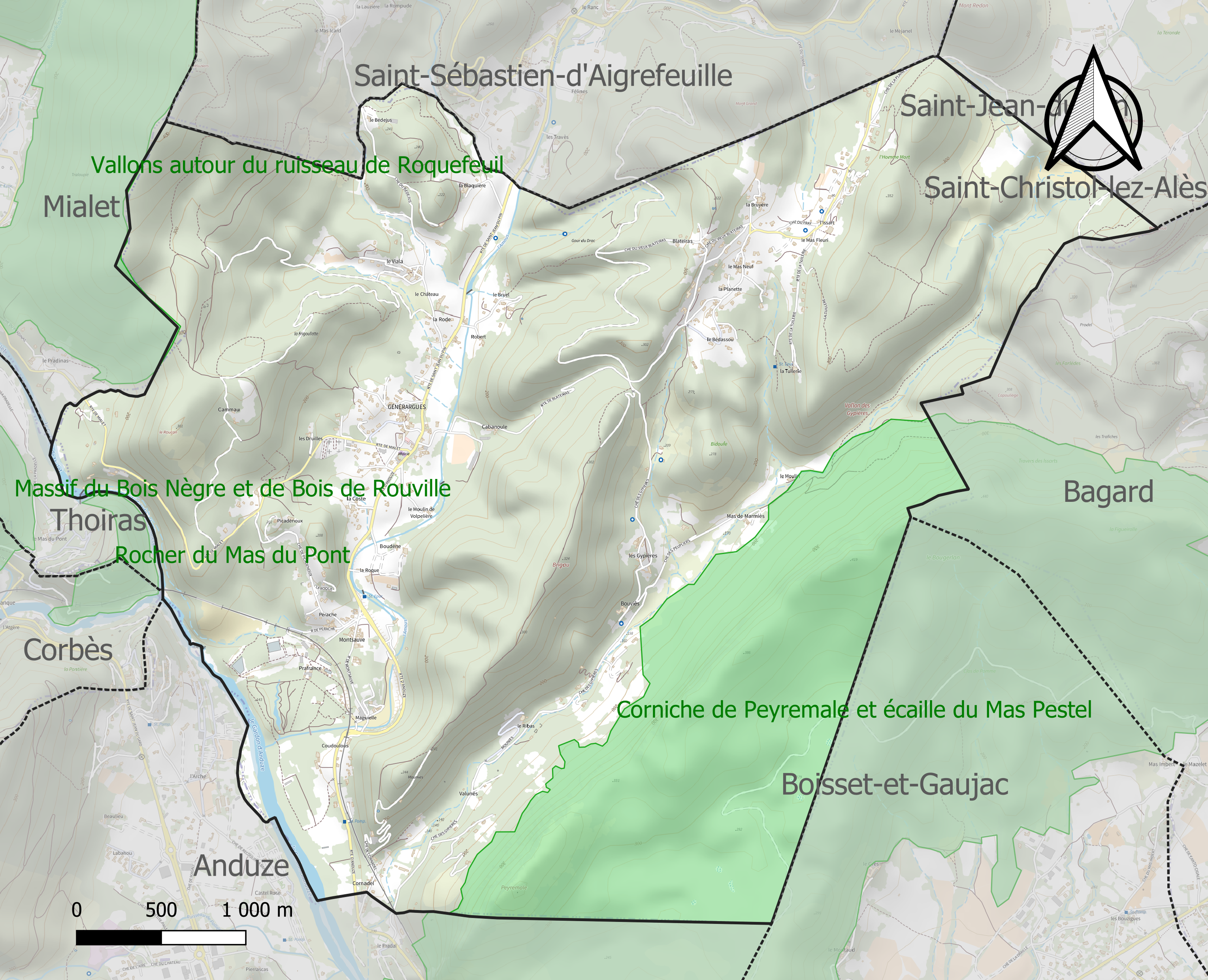
Carte de la ZNIEFF de type 1 sur la commune.
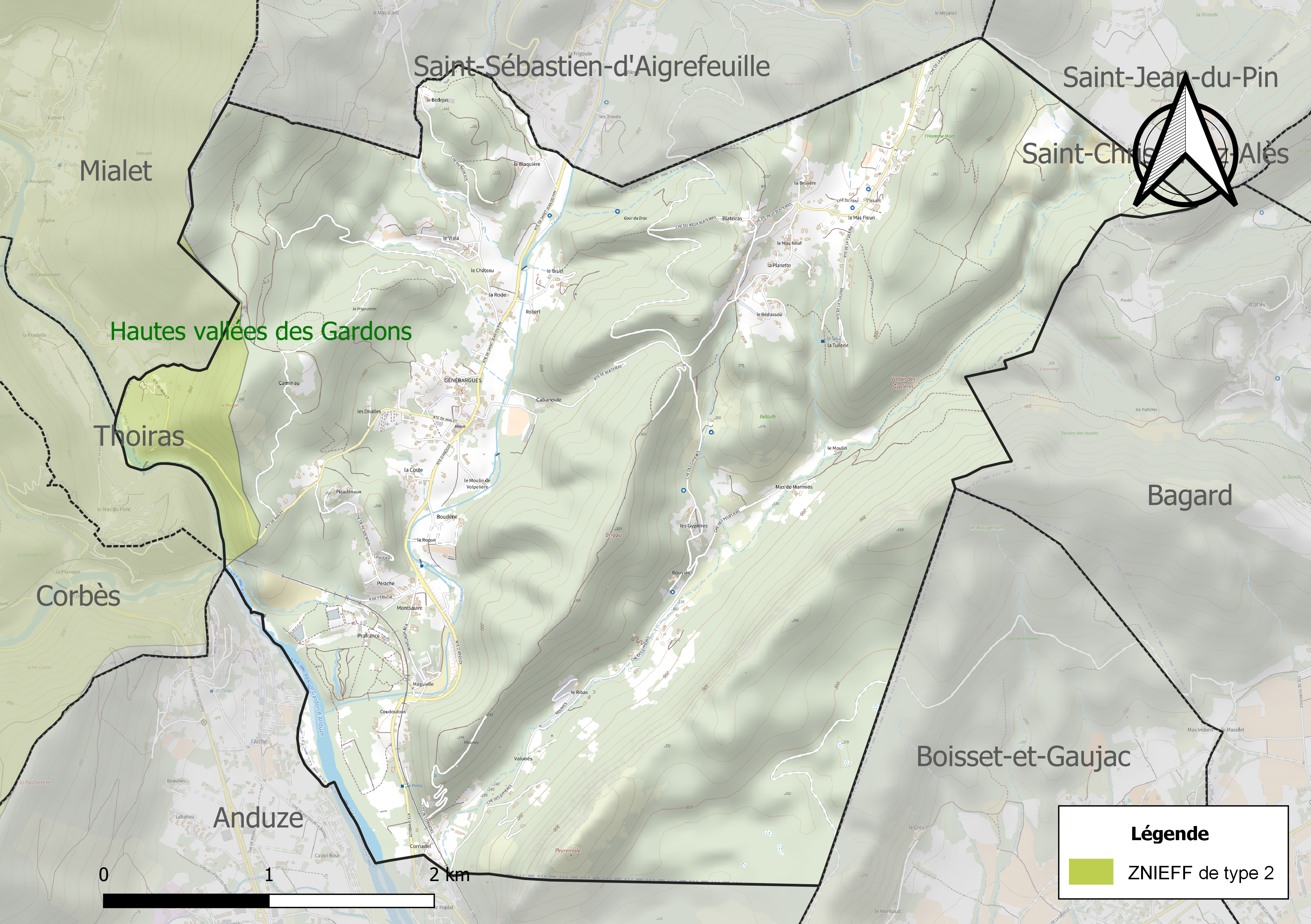
Carte de la ZNIEFF de type 2 sur la commune.

## Urbanisme

### Typologie
Au 1er janvier 2024, Générargues est catégorisée commune rurale à habitat dispersé, selon la nouvelle grille communale de densité à sept niveaux définie par l'Insee en 2022.
Elle appartient à l'unité urbaine d'Alès, une agglomération intra-départementale regroupant 22  communes, dont elle est une commune de la banlieue,,. Par ailleurs la commune fait partie de l'aire d'attraction d'Alès, dont elle est une commune de la couronne,. Cette aire, qui regroupe 64 communes, est catégorisée dans les aires de 50 000 à moins de 200 000 habitants,.

### Occupation des sols
L'occupation des sols de la commune, telle qu'elle ressort de la base de données européenne d’occupation biophysique des sols Corine Land Cover (CLC), est marquée par l'importance des forêts et milieux semi-naturels (79,1 % en 2018), en augmentation par rapport à 1990 (76,9 %). La répartition détaillée en 2018 est la suivante : 
forêts (54,2 %), milieux à végétation arbustive et/ou herbacée (24,8 %), zones urbanisées (9,3 %), zones agricoles hétérogènes (7 %), prairies (4,7 %). L'évolution de l’occupation des sols de la commune et de ses infrastructures peut être observée sur les différentes représentations cartographiques du territoire : la carte de Cassini (XVIIIe siècle), la carte d'état-major (1820-1866) et les cartes ou photos aériennes de l'IGN pour la période actuelle (1950 à aujourd'hui).

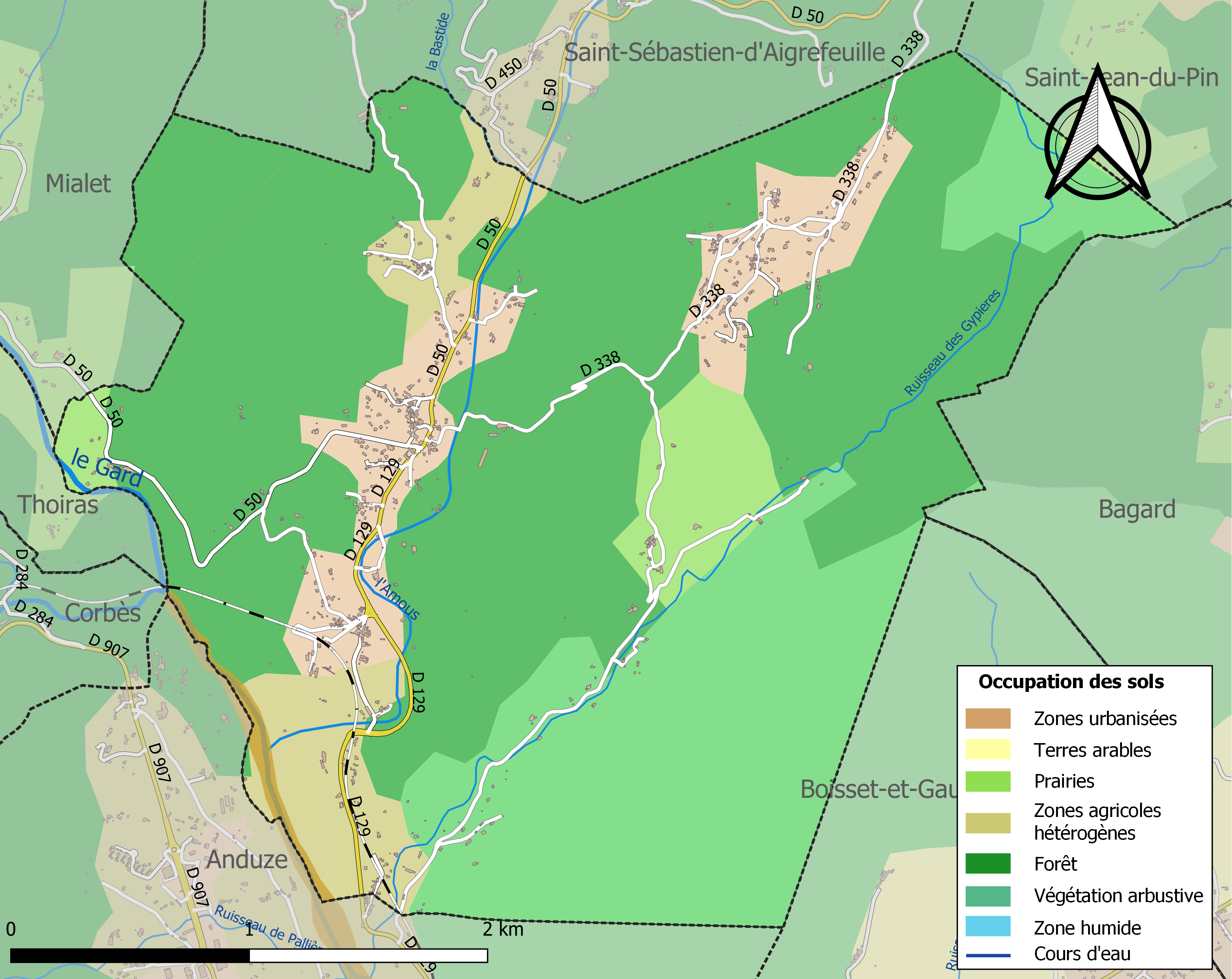
Carte des infrastructures et de l'occupation des sols de la commune en 2018 (CLC).

### Logement
En 2013, le nombre total de logements dans la commune était de 454.
Parmi ces logements, 72,5 % étaient des résidences principales, 22,2 % des résidences secondaires et 5,3 % des logements vacants.
La part des ménages propriétaires de leur résidence principale s’élevait à 64,4 %.

### Risques majeurs
Le territoire de la commune de Générargues est vulnérable à différents aléas naturels : météorologiques (tempête, orage, neige, grand froid, canicule ou sécheresse), inondations, feux de forêts, mouvements de terrains et séisme (sismicité faible). Il est également exposé à un risque technologique,  et  le risque industriel, et à un risque particulier : le risque de radon. Un site publié par le BRGM permet d'évaluer simplement et rapidement les risques d'un bien localisé soit par son adresse soit par le numéro de sa parcelle.

#### Risques naturels
La commune fait partie du territoire à risques importants d'inondation (TRI) d'Alès, regroupant 37 communes autour d'Alès, un des 31 TRI qui ont été arrêtés fin 2012 sur le bassin Rhône-Méditerranée, retenu au regard des risques de débordements de la Cèze et des Gardons. Parmi les dernières crues significatives qui ont touché le territoire figurent celles de 1958 et de septembre 2002. Des cartes des surfaces inondables ont été établies pour trois scénarios : fréquent (crue de temps de retour de 10 ans à 30 ans), moyen (temps de retour de 100 ans à 300 ans) et extrême (temps de retour de l'ordre de 1 000 ans, qui met en défaut tout système de protection),. La commune a été reconnue en état de catastrophe naturelle au titre des dommages causés par les inondations et coulées de boue survenues en 1982, 1992, 1995, 2002, 2008, 2011, 2014 et 2020,.

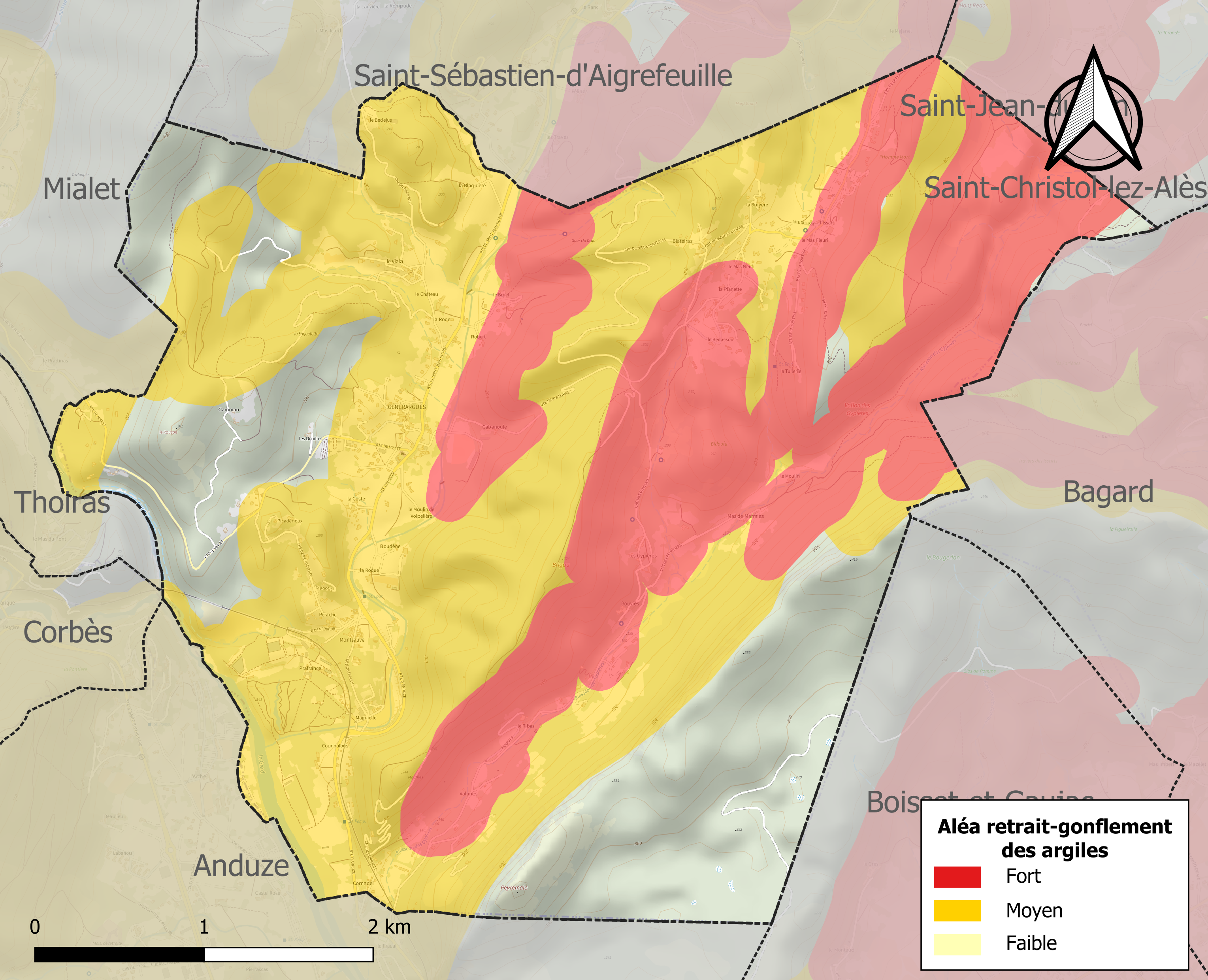
Carte des zones d'aléa retrait-gonflement des sols argileux de Générargues.

La commune est vulnérable au risque de mouvements de terrains constitué principalement du retrait-gonflement des sols argileux. Cet aléa est susceptible d'engendrer des dommages importants aux bâtiments en cas d’alternance de périodes de sécheresse et de pluie. 78 % de la superficie communale est en aléa moyen ou fort (67,5 % au niveau départemental et 48,5 % au niveau national). Sur les 348 bâtiments dénombrés sur la commune en 2019, 338 sont en aléa moyen ou fort, soit 97 %, à comparer aux 90 % au niveau départemental et 54 % au niveau national. Une cartographie de l'exposition du territoire national au retrait gonflement des sols argileux est disponible sur le site du BRGM,.
Par ailleurs, afin de mieux appréhender le risque d’affaissement de terrain, l'inventaire national des cavités souterraines permet de localiser celles situées sur la commune.

#### Risques technologiques
La commune est exposée au risque industriel du fait de la présence sur son territoire d'une entreprise soumise à la directive européenne SEVESO.

#### Risque particulier
Dans plusieurs parties du territoire national, le radon, accumulé dans certains logements ou autres locaux, peut constituer une source significative d’exposition de la population aux rayonnements ionisants. Certaines communes du département sont concernées par le risque radon à un niveau plus ou moins élevé. Selon la classification de 2018, la commune de Générargues est classée en zone 3, à savoir zone à potentiel radon significatif.

## Toponymie
Occitan Generargues, du bas latin Genayranicæ, Gereyranicæ, Generanicæ.
Ses habitants sont appelés les Générargais.

## Histoire

### Moyen Âge
L'Église est mentionnée en 1276, Ecclesia de Generanicis dans le cartulaire du chapitre de Notre-Dame de Bonheur et la paroisse en 1345 dans le cartulaire de la seigneurie d'Alais.

## Politique et administration

### Liste des maires
| Période                                  | Période  | Identité        | Étiquette | Qualité     |
| ---------------------------------------- | -------- | --------------- | --------- | ----------- |
| avant 1988                               | 1989     | Maurice Bastide | PS        |             |
| 1989                                     | 2001     | André Boisset   |           |             |
| 2001                                     | 2014     | Michel Benazet  | DVG       |             |
| 2014                                     | En cours | Thierry Jacot   | DVD       | Agriculteur |
| Les données manquantes sont à compléter. |          |                 |           |             |

## Population et société

### Démographie
L'évolution du nombre d'habitants est connue à travers les recensements de la population effectués dans la commune depuis 1793. Pour les communes de moins de 10 000 habitants, une enquête de recensement portant sur toute la population est réalisée tous les cinq ans, les populations de référence des années intermédiaires étant quant à elles estimées par interpolation ou extrapolation. Pour la commune, le premier recensement exhaustif entrant dans le cadre du nouveau dispositif a été réalisé en 2008.

En 2022, la commune comptait 711 habitants, en évolution de +0,99 % par rapport à 2016 (Gard : +2,97 %, France hors Mayotte : +2,11 %).
| 1793 | 1800 | 1806 | 1821 | 1831 | 1836 | 1841 | 1846 | 1851 |
| ---- | ---- | ---- | ---- | ---- | ---- | ---- | ---- | ---- |
| 648  | 599  | 642  | 650  | 689  | 712  | 738  | 642  | 845  |

| 1856 | 1861 | 1866 | 1872 | 1876 | 1881 | 1886 | 1891 | 1896 |
| ---- | ---- | ---- | ---- | ---- | ---- | ---- | ---- | ---- |
| 684  | 658  | 617  | 603  | 606  | 572  | 550  | 565  | 503  |

| 1901 | 1906 | 1911 | 1921 | 1926 | 1931 | 1936 | 1946 | 1954 |
| ---- | ---- | ---- | ---- | ---- | ---- | ---- | ---- | ---- |
| 507  | 705  | 547  | 442  | 448  | 404  | 414  | 370  | 344  |

| 1962 | 1968 | 1975 | 1982 | 1990 | 1999 | 2006 | 2008 | 2013 |
| ---- | ---- | ---- | ---- | ---- | ---- | ---- | ---- | ---- |
| 380  | 377  | 406  | 491  | 546  | 639  | 684  | 697  | 707  |

| 2018 | 2022 | - | - | - | - | - | - | - |
| ---- | ---- | - | - | - | - | - | - | - |
| 694  | 711  | - | - | - | - | - | - | - |

## Économie

### Revenus
En 2018  (données Insee publiées en septembre 2021), la commune compte 315 ménages fiscaux, regroupant 677 personnes. La médiane du revenu disponible par unité de consommation est de 20 520 € (20 020 € dans le département).

### Emploi
|                | 2008   | 2013   | 2018   |
| -------------- | ------ | ------ | ------ |
| Commune        | 9,3 %  | 13,6 % | 12,4 % |
| Département    | 10,6 % | 12 %   | 12 %   |
| France entière | 8,3 %  | 10 %   | 10 %   |

En 2018, la population âgée de 15 à 64 ans s'élève à 418 personnes, parmi lesquelles on compte 74,4 % d'actifs (62 % ayant un emploi et 12,4 % de chômeurs) et 25,6 % d'inactifs,. En  2018, le taux de chômage communal (au sens du recensement) des 15-64 ans est supérieur à celui de la France et du département, alors qu'il était inférieur à celui du département en 2008.
La commune fait partie de la couronne de l'aire d'attraction d'Alès, du fait qu'au moins 15 % des actifs travaillent dans le pôle,. Elle compte 97 emplois en 2018, contre 139 en 2013 et 125 en 2008. Le nombre d'actifs ayant un emploi résidant dans la commune est de 263, soit un indicateur de concentration d'emploi de 36,8 % et un taux d'activité parmi les 15 ans ou plus de 52,9 %.
Sur ces 263 actifs de 15 ans ou plus ayant un emploi, 43 travaillent dans la commune, soit 16 % des habitants. Pour se rendre au travail, 90,9 % des habitants utilisent un véhicule personnel ou de fonction à quatre roues, 0,8 % les transports en commun, 3,4 % s'y rendent en deux-roues, à vélo ou à pied et 4,9 % n'ont pas besoin de transport (travail au domicile).

### Activités hors agriculture

#### Secteurs d'activités
55 établissements sont implantés  à Générargues au 31 décembre 2019. Le tableau ci-dessous en détaille le nombre par secteur d'activité et compare les ratios avec ceux du département,.
| Secteur d'activité                                                                                        | Commune | Commune | Département |
| Secteur d'activité                                                                                        | Nombre  | %       | %           |
| --- | ------- | ------- | ----------- |
| Ensemble                                                                                                  | 55      |         |             |
| Industrie manufacturière, industries extractives et autres                                                | 5       | 9,1 %   | (7,9 %)     |
| Construction                                                                                              | 9       | 16,4 %  | (15,5 %)    |
| Commerce de gros et de détail, transports, hébergement et restauration                                    | 14      | 25,5 %  | (30 %)      |
| Activités financières et d'assurance                                                                      | 2       | 3,6 %   | (3 %)       |
| Activités immobilières                                                                                    | 2       | 3,6 %   | (4,1 %)     |
| Activités spécialisées, scientifiques et techniques et activités de services administratifs et de soutien | 10      | 18,2 %  | (14,9 %)    |
| Administration publique, enseignement, santé humaine et action sociale                                    | 4       | 7,3 %   | (13,5 %)    |
| Autres activités de services                                                                              | 9       | 16,4 %  | (8,8 %)     |

Le secteur du commerce de gros et de détail, des transports, de l'hébergement et de la restauration est prépondérant sur la commune puisqu'il représente 25,5 % du nombre total d'établissements de la commune (14 sur les 55 entreprises implantées  à Générargues), contre 30 % au niveau départemental.

#### Entreprises et commerces
Les quatre entreprises ayant leur siège social sur le territoire communal qui génèrent le plus de chiffre d'affaires en 2020 sont : 
- Bambouseraie De Prafrance, gestion des jardins botaniques et zoologiques et des réserves naturelles (3 015 k€)
- Pepinieres De La Bambouseraie, reproduction de plantes (2 963 k€)
- Bambou Production, commerce de gros (commerce interentreprises) de meubles, de tapis et d'appareils d'éclairage (496 k€)
- A.picolo, restauration traditionnelle (93 k€)

### Agriculture
|               | 1988 | 2000 | 2010 | 2020 |
| ------------- | ---- | ---- | ---- | ---- |
| Exploitations | 22   | 12   | 5    | 3    |
| SAU (ha)      | 108  | 87   | 40   | 17   |

La commune est dans les Cévennes, une petite région agricole occupant l'ouest du département du Gard. En 2020, l'orientation technico-économique de l'agriculture  sur la commune est la polyculture et/ou le polyélevage. Trois exploitations agricoles ayant leur siège dans la commune sont dénombrées lors du recensement agricole de 2020 (22 en 1988). La superficie agricole utilisée est de 17 ha,,.

## Culture locale et patrimoine

### Édifices civils

#### Domaine de la Bambouseraie de Prafrance

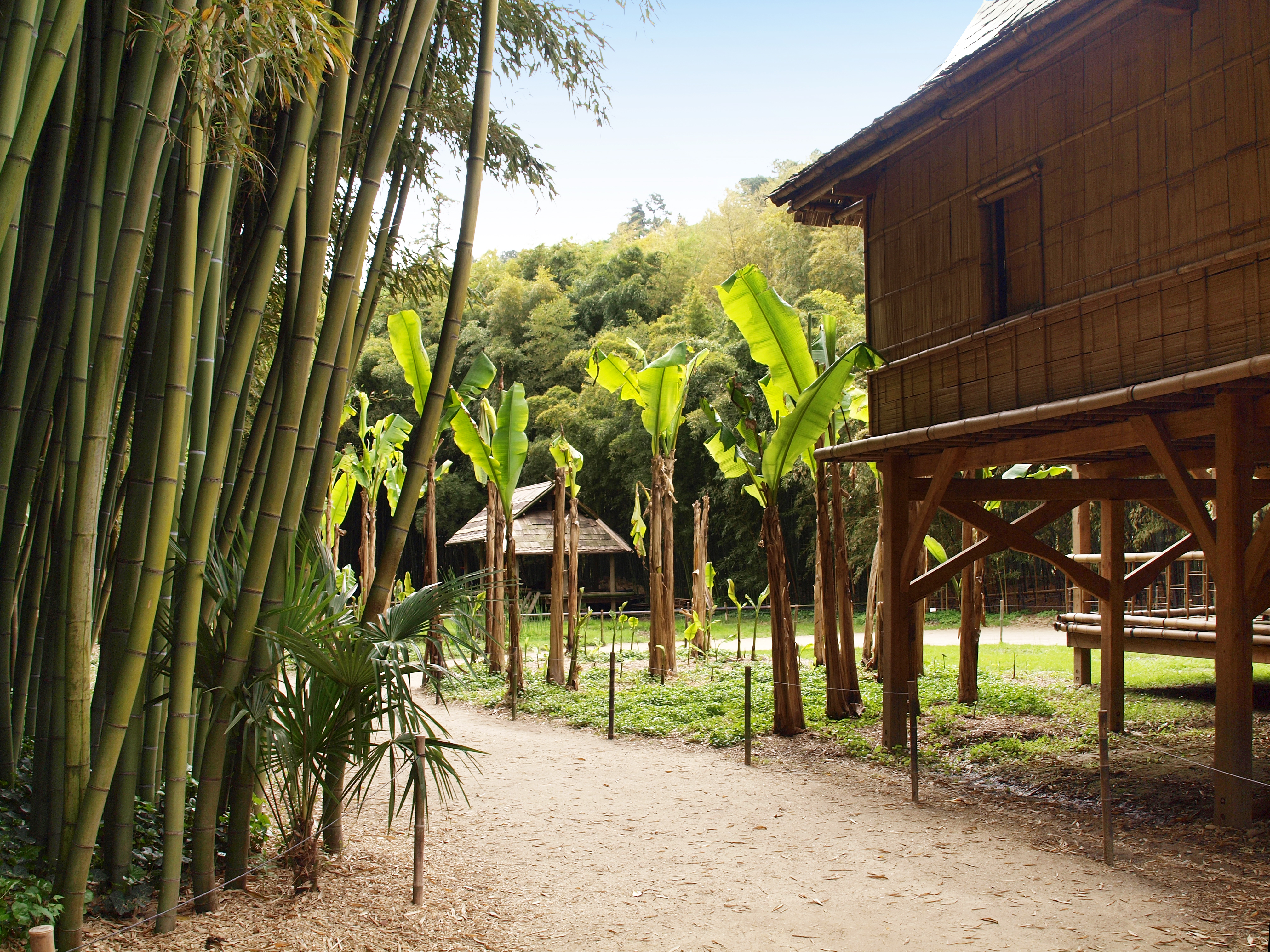
Village laotien de la Bambouseraie.

La Bambouseraie de Prafrance se situe dans le hameau de Prafrance, à 1 km du centre de Générargues. Elle est inscrite Monument historique depuis le 24 juillet 2008.

#### Moulin à farine, filature et moulinerie de soie Savin, puis Garnier
Le moulin se situe sur la route d'Anduze, au lieu-dit La Roque, sur la berge de la rivière Amous. C'était un moulin à farine au début du XIXe siècle. En 1853, son propriétaire Paul Savin construisit une petite filature par-dessus. À partir de 1860, sa surface fut agrandie ; une moulinerie s'y établit en 1864. Celle-ci cessera toute activité vers 1880. Le moulin est repris à l'Inventaire général du patrimoine culturel de la Région Languedoc-Roussillon.

#### Moulin à blé, moulin à foulon, puis filature de déchets de soie du Roucan
Le moulin se situe au lieu-dit Le Roucan, au bord de la rivière Gardon de Mialet, affluent du Gardon d'Anduze. En 1559 c'était un moulin à blé et drapier, qui changera plusieurs fois de propriétaires. Au milieu du XIXe siècle, il est transformé en papèterie. En 1872, il subit des transformations et devient atelier de filature de soie et atelier pour le traitement de frisons de cocons. En 1886, il est la peignerie de déchets de soie Martin et Larguier, et en 1892, la carderie de soie Martin Léon. Cette dernière ferma peu après. Le « moulin à blé, moulin à foulon puis filature » est repris à l'Inventaire général du patrimoine culturel de la Région Languedoc-Roussillon.

#### Filature de soie Bonifas
La filature qui porte le nom de son propriétaire Auguste Bonifas, a été créée en 1837. Elle se trouve au lieu-dit Coudoulous sur la route d'Anduze, au bord du Gardon d'Anduze. Elle est agrandie en 1837 et cesse de fonctionner en 1860. La filature est reprise à l'Inventaire général du patrimoine culturel de la Région Languedoc-Roussillon.

#### Ferme et filature de soie Boisset
C'est une ancienne bergerie qui se situe « Mas de Bel Air », au lieu-dit Montsauve. César Boisset, son propriétaire, la transforme en filature entre 1846 et 1849. Elle cesse toute activité en 1860. Elle sera ensuite utilisée en grange. Le bâtiment est repris à l'Inventaire général du patrimoine culturel de la Région Languedoc-Roussillon.

#### Filature de soie Thérond
La filature se trouve au lieu-dit Montsauve. Elle a été installée par S. Thérond entre 1811 et 1821. Elle cesse de fonctionner vers 1840. Elle est devenue une remise depuis. La filature est reprise à l'Inventaire général du patrimoine culturel de la Région Languedoc-Roussillon.

#### Filature de soie Eugène Campredon
L'atelier de filature se trouve au lieu-dit La Coste. Il appartenait à Eugène Campredon en 1821. Agrandi en 1837, l'atelier est abandonné vers 1890. C'est depuis un hangar. Le bâtiment est repris à l'Inventaire général du patrimoine culturel de la Région Languedoc-Roussillon.

### Édifices religieux
- Ancienne église catholique de Générargues, ruinée, devenue une forge[50].
- Église catholique de Générargues, de la paroisse d'Anduze[51] et Saint-Jean-du-Gard. Elle date des XVIIe et XVIIIe siècles.
- Temple protestant de l'association cultuelle de l'Église Réformée Évangélique de Générargues[50]. Il date du XIXe siècle.

### Patrimoine environnemental

#### Espaces protégés et gérés
- Parc national des Cévennes, aire d'adhésion[52].
- Réserve de biosphère des Cévennes, zone de transition[53].

#### ZNIEFF

##### Corniche de Peyremale et écaille du Mas Pestel
La zone, située à l'est du département du Gard, englobe trois massifs calcaires de part et d'autre du Gardon. Elle a  une superficie de base de 787 ha. Elle recèle quatre espèces déterminantes (trois rapaces : Bubo bubo (Linnaeus, 1758), Circaetus gallicus (Gmelin, 1788) et Falco peregrinus (Tunstall, 1771), ainsi qu'une plante : Picris pauciflora (Willdenow, 1803).

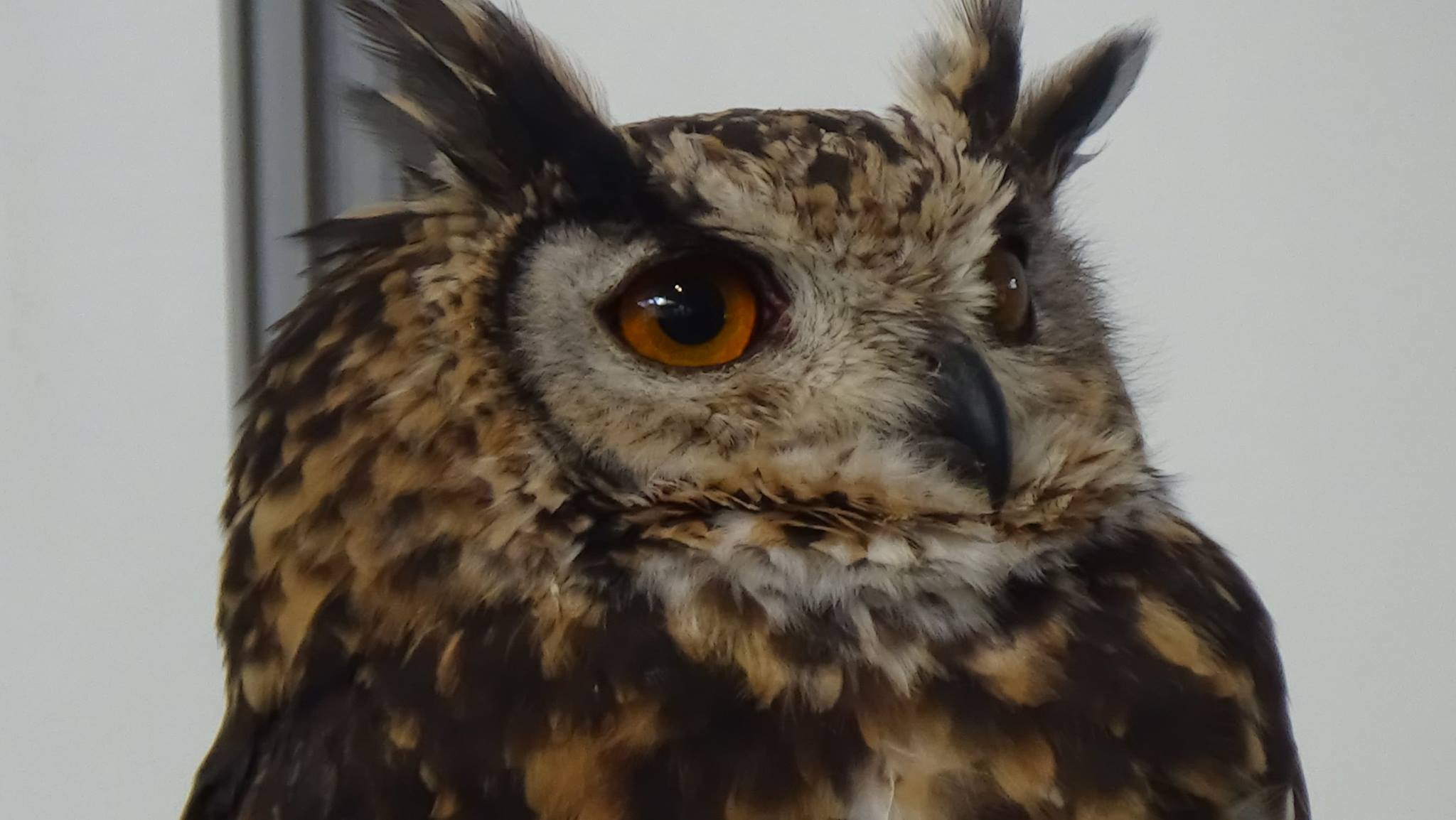
Bubo bubo (Linnaeus, 1758) - Hibou grand-duc - Grand-duc d'Europe
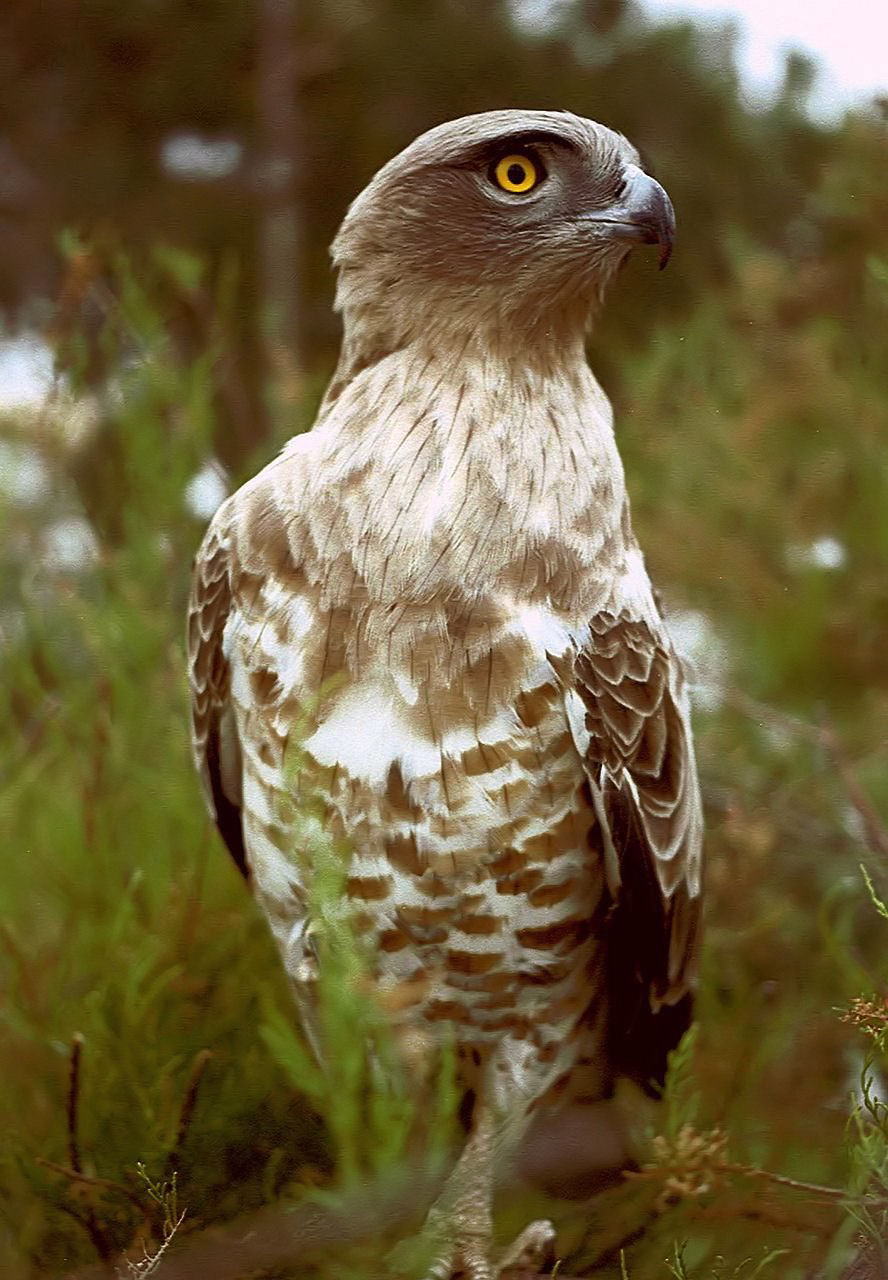
Circaetus gallicus (Gmelin, 1788) - Circaète Jean-le-Blanc
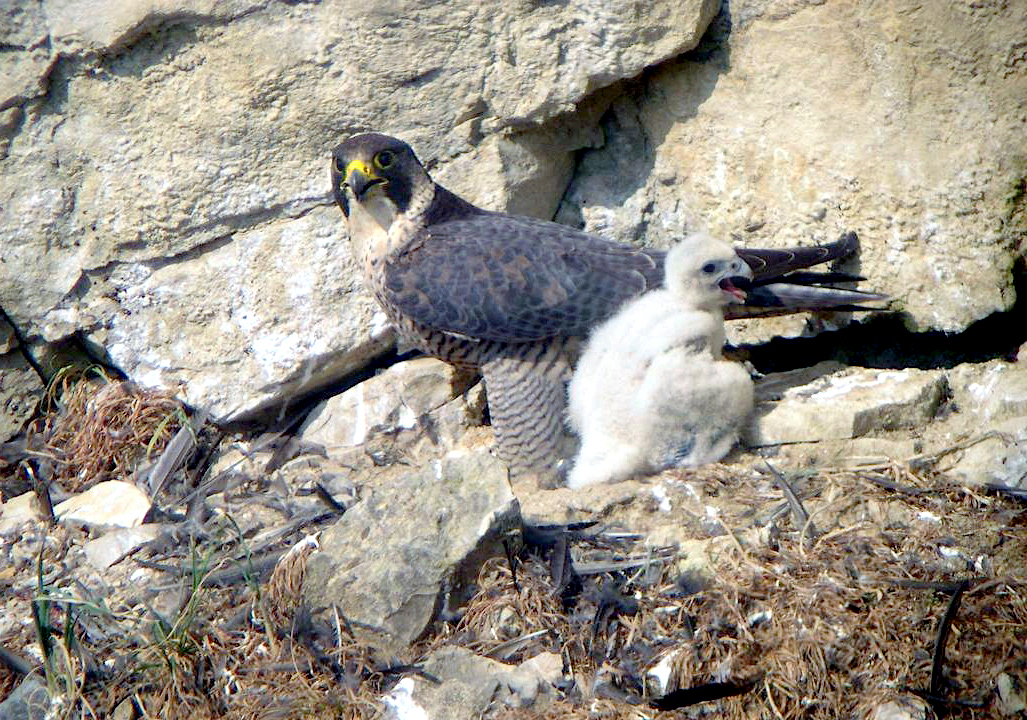
Falco peregrinus (Tunstall, 1771) - Faucon pèlerin

##### Hautes vallées des Gardons
La zone a une superficie de base de 73 898 ha. Son intérêt concerne les 66 espèces déterminantes qui y ont été relevées.

### Personnalités liées à la commune
- Joseph Zobel, romancier et poète martiniquais, s'est installé à Générargues dans les années 1950 et y a vécu sa retraite à partir de 1974.
- Raymond Castans, journaliste, ancien directeur de Paris Match et ancien directeur des programmes de la station de radio française RTL, y vécut sa retraite depuis le début des années 1980 jusqu'aux derniers jours de sa vie, en septembre 2006.
- Eugène Mazel, botaniste à l'origine de la bambouseraie de Prafrance.
- Dominique André, sportif de haut niveau, athlétisme handisport, médaillé aux jeux Paralympiques de Sydney 2000 et Athènes 2004.
- Florent ARNAUD artiste peintre, écrivain. Spécialiste de Nostradamus, il écrivit "Il est passé par Générargues" faisant allusion au prophète Nostradamus qui serait passé par le village de Générargues.

## Héraldique
| Blason de Générargues | Blason  | D'azur, à une fasce d'argent chargée de trois lions de sable. |
| Blason de Générargues | Détails | Le statut officiel du blason reste à déterminer.              |